# Playa de Palmones
La playa de Palmones es una pequeña playa situada en la barrada de Palmones en la localidad campogibraltareña de Los Barrios, en Andalucía, España. Situada en la margen derecha de la desembocadura del río Palmones y junto al paraje natural de las marismas del Río Palmones esta playa de 750 metros de longitud y anchura media de 30 metros ocupa la zona sur de la estrecha franja litoral del municipio de Los Barrios. Limita al norte con las instalaciones del polígono industrial de Palmones y con el puerto de Acerinox. La cercanía al núcleo de población homónimo permite que posea todas la comodidades y servicios de una playa urbana, el acceso es fácil y posee un paseo marítimo con gran cantidad de establecimientos de restauración.